# Non disturbare
Non disturbare è stato un programma televisivo italiano di genere talk show, trasmesso in seconda serata su Rai 1 per due edizioni nelle estati 2018 e 2019 e condotto da Paola Perego.

## Il programma
Il programma vede la conduttrice aggirarsi all'interno di un hotel e successivamente, entrare in una stanza dove vi è un ospite, il quale racconterà le proprie confidenze alla conduttrice.

## Edizioni
| Edizione | Messa in onda  | Messa in onda | Puntate | Conduttore   | Rete  |
| Edizione | Inizio         | Fine          | Puntate | Conduttore   | Rete  |
| -------- | -------------- | ------------- | ------- | ------------ | ----- |
| 1ª       | 25 giugno 2018 | 3 agosto 2018 | 6       | Paola Perego | Rai 1 |
| 2ª       | 2 luglio 2019  | 6 agosto 2019 | 6       | Paola Perego | Rai 1 |

### Prima edizione (2018)
La prima edizione è stata trasmessa dal 25 giugno al 3 agosto 2018, in seconda serata su Rai 1, le prime due puntate di lunedì mentre le restanti quattro, son state trasmesse di venerdì.
In ogni puntata, due ospiti raccontavano le proprie confidenze alla conduttrice.

#### Ospiti ed ascolti
| Puntata | Messa in onda  | Telespettatori | Share | Ospiti                               |
| ------- | -------------- | -------------- | ----- | ------------------------------------ |
| 1       | 25 giugno 2018 | 942 000        | 10,9% | Simona Ventura e Carolyn Smith       |
| 2       | 2 luglio 2018  | 920 000        | 9,8%  | Iva Zanicchi e Naike Rivelli         |
| 3       | 13 luglio 2018 | 744 000        | 7,6%  | Chiara Francini e Barbara Palombelli |
| 4       | 20 luglio 2018 | 673 000        | 6,5%  | Eva Grimaldi e Paola Ferrari         |
| 5       | 27 luglio 2018 | 675 000        | 6,8%  | Anna Falchi e Nunzia de Girolamo     |
| 6       | 3 agosto 2018  | 765 000        | 8,1%  | Nancy Brilli ed Andrea Delogu        |

### Seconda edizione (2019)
Visto il successo della prima edizione, il programma è stato rinnovato per una seconda, che è andata in onda da martedì 2 luglio al 6 agosto 2019, sempre in seconda serata su Rai 1. 
A differenza della scorsa, in questa nuova edizione, in ogni puntata sono stati protagonisti due personaggi del mondo dello spettacolo, di sesso differente: un uomo ed una donna. 

#### Ospiti ed ascolti
| Puntata | Messa in onda  | Telespettatori | Share | Ospiti                                   |
| ------- | -------------- | -------------- | ----- | ---------------------------------------- |
| 1       | 2 luglio 2019  | 653 000        | 9,4%  | Cristiano Malgioglio ed Elena Santarelli |
| 2       | 9 luglio 2019  | 570 000        | 8,5%  | Totò Schillaci e Paola Barale            |
| 3       | 16 luglio 2019 | 652 000        | 9,2%  | Guillermo Mariotto e Rita dalla Chiesa   |
| 4       | 23 luglio 2019 | 753 000        | 7,4%  | Giancarlo Magalli e Sabrina Salerno      |
| 5       | 30 luglio 2019 | 683 000        | 6,9%  | Marco Masini e Marisela Federici         |
| 6       | 6 agosto 2019  | 562 000        | 6,9%  | Pierluigi Diaco e Serena Grandi          |